# Jeannot De Crousaz
Jeannot De Crousaz, auch Decrousnaz (* 20. Mai 1822 in Trey; † 7. Oktober 1883 in Lausanne; heimatberechtigt in Trey) war ein Schweizer Politiker.

## Biografie
Nach der Ausbildung zum Notar in Lausanne erwarb er 1847 das dazugehörige Patent. Anschliessend war er von 1848 bis 1863 als solcher in Trey tätig und war von 1863 bis 1873 Kantonsrichter.
Zu Beginn war seine politische Einstellung liberal, was sich nach 1866 zu radikal änderte. De Crousaz hatte von 1849 bis 1851, von 1862 bis 1863 und von 1874 bis 1876 Einsitz im Grossen Rat des Kantons Waadt. Im Jahr 1861 gehörte er zu den Mitgliedern des Verfassungsrates, ehe er 1862 und 1863 im Ständerat sass. Im Jahr 1876 wurde er in den Staatsrat (Regierung) des Kantons Waadt gewählt und stand dort bis 1878 dem Militärdepartement und danach dem Baudepartement vor.
De Crousaz förderte den Bau der Eisenbahnlinie im Broyetal von Moudon nach Payerne und leitete die Eisenbahngesellschaft bis ins Jahr 1876. Ferner war er von 1875 bis 1876 Mitglied des Bankrates der Waadtländer Hypothekarkasse sowie Verwaltungsrat der Union Vaudoise de Crédit von 1867 bis 1869 und von 1880 bis 1882.